# Ла-7
Ла-7 — радянський одномоторний літак-винищувач періоду Другої світової війни. Розроблений ОКБ-21 під керуванням Семена Олексійовича Лавочкіна. Розвиток серії літаків Ла-5 з врахуванням досвіду перших двох років війни. Разом з Як-3 вважається найкращим радянським винищувачем періоду Другої світової війни. Всього в СРСР було побудовано 5753 літаків.

## Історія створення

Схема Ла-7

Ла-7 став продовженням лінійки винищувачів ЛаГГ-3/Ла-5, що добре зарекомендували себе в бойових умовах. На відміну від модернізації Як-1/Як-3, при удосконаленні яких зусилля спрямовувались на зниження маси літака і вдосконалення його аеродинаміки, удосконалення Ла-5 було спрямоване на інтегральне покращення бойової ефективності винищувача (збільшення потужності озброєння, швидкості і дальності польоту при збереженні і поліпшенні маневреності) — за сучасною термінологією — створення «фронтового винищувача».
Розроблений з урахуванням досвіду перших двох років війни, дослідний винищувач Ла-120 (прототип Ла-7) являв собою модернізацію Ла-5ФН, який у 1943 році за комплексом льотних характеристик вважався найсильнішим серійним радянським винищувачем повітряного бою. Модифікація Ла-5, яка пізніше отримала назву Ла-7 була випущена наприкінці 1943 року. Перший прототип Ла-7 (Ла-120) був випущений у жовтні 1943 року. Розміри, обриси і двигун АШ-82ФН були ті ж що і у Ла-5ФН. Але лонжерони крила на новому винищувачі стали металевими. Полиці їх були зроблені зі сталевих хромансилових таврових профілів, а стінки — з дюралю. У листопаді літак піднявся в повітря, 16 лютого 1944 року розпочалися державні випробування. Весною 1944 року новий винищувач під ім'ям Ла-7 з'явився на фронті і до листопада повністю витіснив з виробництва Ла-5ФН.
Спочатку було налагоджене серійне виробництво літака Ла-5 еталон 1944 (Ла-7). До завершення дослідних гармат УБ-20, випробування яких ще не були закінчені в НДІ авіаційного озброєння ВПС, на літаку встановлювалися дві гармати СП-20 з боєзапасом 340 патронів. Всього до кінця Другої світової війни було випущено 5753 літаків Ла-7. В червні — липні 1944 року в НДІ ВПС вдалося провести перші випробування трьох синхронних гармат Б-20. У серійне виробництво трьохгарматний варіант Ла-7 пішов тільки влітку 1945 року.
Військові випробування Ла-7 проходили з 15 вересня по 15 жовтня 1944 року під час Ризької операції у 63-му гвардійському винищувальному авіаполку. полк мав 30 серійних Ла-7. За місяць льотчики збили 55 літаків противника, у тому числі 52 ФВ-190 і три Me-109G, втративши вісім Ла-7, з них в бою — чотири і трьох льотчиків.
На Ла-7 воювали тричі Герой Радянського Союзу Іван Кожедуб, двічі Герої Амет-Хан Султан, Олексій Алелюхін, Володимир Лавриненков. На Ла-7 І. М. Кожедубу 19 лютого 1945 року вдалося першим з радянських льотчиків збити реактивний винищувач Me-262.

## Модифікації
- Ла-7ТК — з двома турбокомпресорами ТК-3, що забезпечують швидкість польоту 676 км/год.
- Ла-7-АШ-83 — модифікація під більш висотний і потужний двигун. Швидкість польоту 725 км/год.
- Ла-7 М-71 — модифікація з двигуном М-71.
- Ла-7УТИ — навчально-тренувальний варіант.
- Ла-7ПВРД — дослідна модель з двома підкрильними ППРД. Досягав швидкості 800 км/год.
- Ла-7Р — дослідна модель з рідкопаливним реактивним двигуном Р-1. За три хвилини швидкість літака збільшувалася на 80 км/год.

## Цікаві факти
Літак Ла-7 Івана Микитовича Кожедуба, на якому ним було збито 16 з 62 літаків противника, зберігся досі і знаходиться в експозиції Центрального музею Військово-повітряних сил Росії в селищі Моніно під Москвою.